# Цемень
Цемень (пол. Ciemień) — село в Польщі, у гміні Кавенчин Турецького повіту Великопольського воєводства.
Населення — 255 осіб (2011).
У 1975-1998 роках село належало до Конінського воєводства.

## Демографія
Демографічна структура станом на 31 березня 2011 року:
|          | Загалом | Допрацездатний вік | Працездатний вік | Постпрацездатний вік |
| -------- | ------- | ------------------ | ---------------- | -------------------- |
| Чоловіки | 124     | 18                 | 97               | 9                    |
| Жінки    | 131     | 27                 | 75               | 29                   |
| Разом    | 255     | 45                 | 172              | 38                   |